# Blepharita amica
Blepharita amica là một loài bướm đêm trong họ Noctuidae.